# 得点
得点（とくてん）とは、試験、スポーツ、ゲームなどで点数を得ること。また、その数値のこと。点数をつけることを採点（さいてん）という。一般的にその数値が高いほど良いとされるが、後述のゴルフやローポーカーなど低い方が良いとされる場合もある。

## 試験における得点
試験の成績は通常、採点後の得点で表される。全てに正解した場合を満点（まんてん）という。試験は100点満点、50点満点、10点満点などが多い。合格か不合格かを定める試験では事前に合格点（ごうかくてん）を設定しておく（例えば100点満点における70点）。当然、資格試験や学業の進級試験での合格点は内容によって異なるが、近年では、100点満点における60点が多い。さらに、学業の進度を見る試験では事前に落第点（らくだいてん）を設定しておき、例えば100点満点における30点未満は落第とすることがある。
ちなみに、落第点は赤点（あかてん）、欠点（けってん）とも称される。かつては合格点を及第点（きゅうだいてん）と称していた時代があった。
上位の得点を得た者の一定数だけを合格させる選抜試験もあるが、この場合でも最低合格点（さいていごうかくてん）を設定して、相対的に成績上位者でもこの得点基準を下回った場合、不合格とする場合がある。
なお、大学入学共通テストにおいて、科目ごとの平均得点の差を調整するために得点調整が行われることがある。

## スポーツにおける得点
基本的にほとんどのスポーツでは、試合終了時に、得点の最も高いチームあるいは選手がその試合に勝利したことになる。得点の条件は各スポーツによって異なる。以下に主なものを挙げるが、詳細については各スポーツの項目を参照。
- 野球においては、一塁→二塁→三塁と進塁した走者が本塁に触れるごとに攻撃側の得点になる。また、走者が本塁に触れてチームとしての得点が成立した際、その走者に与えられる個人記録も得点と呼ぶ。ソフトボールなど野球から派生した競技も同様である。詳細は得点 (野球)を参照。
- クリケットにおいては、第1打者と第2打者が互いに反対側のウィケットに到達するごとに得点になる。
- フットボールやバスケットボール（得点 (バスケットボール)参照）、ホッケー、ハンドボール、ラクロスなどにおいては、対戦する2チームそれぞれの陣地にゴールがあり、相手のチームの陣地にあるゴールにボール（またはパック）を入れると得点となる。チームとしての得点の合計によって勝敗を決める。また、個人記録としての「ボールに触れて直接ゴールに入った得点（反則になることなくボールをゴールに入れ、認められたチームとしての得点）の合計」も意味する。バスケットボールの場合、レギュレーション内総得点を試合数で割った、いわゆる平均得点が個人成績となる。
- テニスやバレーボール、卓球などでは、主に相手チーム側からのボールを打ち返すことに失敗した場合に、相手側チームの得点となる。一方の合計得点が一定数に達した時点でセット（テニスはゲーム、そして一定ゲーム獲得でセット）獲得となり、先に一定数のセットを獲得した方が勝ちとなる。ただし、1999年までのバレーボールでは、第5セットを除きサイドアウト制と呼ばれるルールでサーブ権を持つ場合に限り得点が認められていた（1988年までは第5セットも）。
- カーリングでは、エンド終了時にハウス内のストーンの中で、相手チームの全てのストーンよりも内側にあるストーンの数が得点となる。
- アマチュアボクシングやレスリングでは、相手に対して有効な攻撃を与えた場合に得点となる。試合終了時の得点の合計によって勝敗を決めるが、一定点差が付いた場合は試合を打ち切り、得点の多いほうが勝利となる。
- プロボクシングやキックボクシング、総合格闘技などでは、ジャッジが各ラウンドごとに10点を上限に対戦者の優劣を得点化し、その合計を判定として示す。
- 体操競技、飛込競技、アーティスティックスイミング、フィギュアスケート、フリースタイルスキー（スキークロス除く）などでは、その技術を得点化したうえでそれが最も多い者が勝利となる。ただし、2004年までのフィギュアスケートでは、席次数または順位点の少ない者が上位となる規則であった。
- ゴルフでは、ボールを打つごとに得点が上がっていく。その点数が低いほど評価は高い。
- 上記のほか、片方の得点がもう片方のそれの2倍ある場合を「ダブルスコア」という。

## カードゲームにおける得点
トランプや花札などのカードゲームにおいても、他のプレイヤーと得点を競い合い、その結果ゲーム終了時に得点の最も高いプレイヤーが勝利者となる。ローポーカーなど低い得点の方が勝利者となるゲームもある。

## コンピュータゲームにおける得点
コンピュータゲームにおいては、アクションゲームやシューティングゲーム、パズルゲームなどを中心に採用されている。「スコア」と呼ばれることが多いが、ポイントなど別の単位で呼ぶゲームもある。
得点は、主に敵キャラクターを倒したり、アイテムを入手するなどといった方法で得ることができる。通常、敵キャラクターやアイテムによる点数は（ゲームデザイナーによって定められた）固定点だが、キャラクターやアイテムの状況や得点の取り方によって点数が変化する場合があり、その場合の得点は「ミステリースコア」あるいは「ミステリーポイント」と呼ばれる。
制限時間のあるゲームでは、ステージクリア時の残りタイムが得点に換算されるものも多い。得点が一定値に達することによって、プレイヤーキャラクターの残機数が増える（エクステンド）ものもある。

### ハイスコア
ゲームオーバーとなるまでにプレイヤーが獲得した得点のうち、最高の記録を「ハイスコア（high score）」と呼ぶ。全国規模でハイスコアを競い合うコンピュータゲーム誌企画をきっかけに、ハイスコアラーと呼ばれる熱心なゲーマー層が登場・顕在化し、「全一」、つまり全国一位が彼らのステータスとなった。